# Üzleti terv
Az üzleti terv egy üzleti vállalkozás útját jelöli ki az előkészületektől a kijelölt célokig. Gyakorlatilag egy középtávú akcióterv, ami általában három vagy öt évre jelöli ki a taktikai és stratégiai lépéseket, és azok időzítését.
Nincs általános konszenzus a formájáról és tartalmáról, de vannak olyan elemek, amiket mindenképpen célszerű tartalmaznia.
Van néhány előfeltétel, amelynek teljesülnie kell ahhoz, hogy üzleti tervet készíthessünk. Ilyen például, hogy a megvalósítandó üzleti ötletünk mellé szükséges.

## Az üzleti terv megalkotásának folyamata
- Az ötlet kidolgozása és véglegesítése
- Célok kijelölése
- Stratégia kidolgozása
- Taktikai lépések meghatározása
- Akciótervek megalkotása
- Strukturálás
- #Vezetői összefoglaló

## Az üzleti terv felépítése

### Terjedelem
Terjedelmet tekintve szintén nincs általánosan elfogadott optimum, de a piacon a leggyakrabban 20 és 30 oldal közötti terjedelem az elvárás. Ehhez jön természetesen a függelék, amely tartalmazhat bármilyen a tervet erősítő, az elgondolást alátámasztó segédanyagot, táblázatot, amely azonban nem  illeszkedik teljesen a tervbe.

### Fedőlap és tartalomjegyzék
Minden üzleti terv egy fedőlappal és tartalomjegyzékkel kezdődik.

### Tartalom
Bár a vezetői összefoglalót készítjük el a legvégén, ez kerül az üzleti terv legelejére. Ennek terjedelme egy vagy két oldalnál nem több.Ezek után következik minden, a terv megvalósítását bemutató elképzelés és magyarázat.

### Pénzügyi tervek
A pénzügyi tervek kerülnek a terv végére, a függelék elé.

## Az üzleti terv tartalmi részei
Van néhány alapvető tartalmi elem, amelyet minden üzleti tervnek célszerű tartalmaznia. A sorrend sem egyértelműen az alábbiak szerint kell, hogy alakuljon, hiszen az üzleti terv megírása gyakorlatilag nem egy terv kidolgozását, sokkal inkább egy kidolgozott terv rendszerbe foglalását és lejegyzését jelenti.

### Vezetői összefoglaló
Az üzleti terv egyik legfontosabb része a vezetői összefoglaló, amelynek elsősorban külső források - például kockázati befektető, vagy banki hitel - bevonása során van nagy jelentősége, hiszen a potenciális befektető legelőször ezt fogja elolvasni. Ebből derül ki, hogy mi az ötlet és a vállalkozás milyen módon tervezi megvalósítani azt. Ugyanakkor az üzleti terv írója számára is alkalmat ad, hogy ismét rendszerezze az elképzelést.

### A vállalkozás bemutatása
A tervnek fontos eleme, hogy a vállalkozás milyen formában üzemel, vagy milyen formában tervez üzemelni. Itt olyasmire kell gondolni, hogy milyen gazdasági társaságot terveznek az alapítók létrehozni (Kft, Bt, Zrt, stb...).
Szintén nagyon fontos elem, hogy kik hozták létre, vagy kik terveznek a céget létre hozni. Kik az alapítók, és mi volt a szerepük az üzleti terv megírásáig és milyen szerepet kívánnak vállalni a továbbiakban. Itt célszerű pozíciót, egyéb statust (pl: ötletgazda, feltaláló, stb...) megjelölni, illetve egy nagyon rövid életrajzot feltüntetni.

### Az iparági helyzet bemutatása
A környezet, amiben a vállalkozás működni fog. Ennek minél részletesebb leírása bizonyítja, hogy a terv megalapozott, és ennek hasznossága egyébként sem kérdéses.
Ez a fejezet olyan további alfejezeteket tartalmazhat, mint például:

#### Iparági trendek
A jelen helyzet elemzéséből levont következtetések és elvárások, amelyek az iparág jövőjére vonatkozóan tapasztalhatók, ezek részletezése és a módszertan bemutatása, amivel ezt mértük, vizsgáltuk.

#### Kiegészítő szolgáltatások
Az iparágban jelenleg megtalálható olyan működő vállalkozások bemutatása, amelyek potenciálisan együttműködési vagy növekedési lehetőséget jelentenek.

#### Iparági szabályozói környezet
Speciális szabályok, törvények, korlátozások akár nemzeti, akár magasabb szinten, illetve a várható változások.

#### Piacra lépés korlátai
Speciális termékek esetében ezek lehetnek szabályozási korlátok, de egy-egy tőkeigényes szegmens esetében a tőkeigény vagy a piac telítettsége is ilyen lehet.

#### Versenyképességi elemzés
Mitől vagyunk jobbak vagy csak mások, mint a versenytársak? Kik a versenytársak?
A en:competitor analysis

#### A piac áttekintése
Az iparágtól a piacot - ez elsőre nem biztos, hogy egyértelmű - az különbözteti meg, hogy az iparág, ahol működik a vállalkozás, a piac pedig ahová a termékét, szolgáltatását célozza. Tehát egy vendéglátóipari szoftvereket fejlesztő cég iparági például az IT szektor, míg piaca a vendéglátó szektor.
A piac sajátosságait és várható változásait mutatjuk be ebben az alfejezetben.

#### SWOT elemzés
A SWOT elemzés elkészítése mellett fontos, hogy kitérjünk minden fejezetre és magyarázzuk is azokat, valamint, hogy leírjuk, hogy tervezzük a gyengeségeket erősségekké, a veszélyeket lehetőségekké alakítani, vagyis a kockázatok kezeléséről ejtsünk szót!

### Marketing terv
A marketing terv vagy más szóval a marketing stratégia megvalósítási terve a marketingmix elemeinek alkalmazása vagyis arra vonatkozóan kidolgozott akcióterv, hogy termékünket/szolgáltatásunkat, illetve információkat róla, milyen módon igyekszünk eljuttatni a fogyasztókhoz.
Marketing terv a vállalkozás méretétől függően készülhet akár egy üzleti tervvel megegyező terjedelemben is, sőt tartalmazhat hasonló vagy ugyanolyan fejezeteket is. A marketing terv ilyen esetekben értelmezhető egy marketing fókuszú üzleti tervnek. Üzleti tervezés esetében viszont a marketing tervet célszerű egyszerűsítve, kizárólag a szűkebb értelemben vett marketing tevékenységekre fókuszálni.
A jó marketing-terv:
- Tartalmazza a közép- és hosszútávú versenyelőny elérésének módját
- Időszerű
- Szakmailag megalapozott
- A gyakorlatba könnyen átültethető
- Hitelesen írja le a vállalati és piaci környezetet
- Bizonyos fokig rugalmasan kezeli a változásokat
- Célkitűzései mérhetőek (értékesítési volumen, piaci részesedés, eladások értéke, nyereség stb.)[1]
- Logikusan felépített, ezáltal egyszerűen feldolgozható[2]

Sok esetben a marketing terv és az értékesítési terv egy fejezetbe kerül Marketing és értékesítési terv címen. A marketing és sales elkülönítése régóta ellentmondásos megítélés alá esik.

#### Branding
A brand felépítése (márkaépítés), illetve az alapok lehelyezése. Elsősorban az arculati tervek kialakítását jelenti ebben a fázisban. Logó, márkanév vagy márkanevek, weboldal, szlogen, stb...

#### Piaci bevezetés
A termék/szolgáltatás sajátosságait figyelembe vevő akcióterv. Azt igyekszik bemutatni, hogy milyen módon igyekszünk megbirkózni a kezdeti nehézségekkel.

#### Hirdetési és promóciós csatornák
Az alkalmazni kívánt marketing csatornák beazonosítása.